# Nárcisz (keresztnév)
A Nárcisz eredetileg a Narcisszusz férfinév női párja. A nárcisz virágnév szintén a férfinévből származik.

## Rokon nevek
- Narcissza:[1] a Nárcisz latinos alakváltozata.[2]

## Gyakorisága
Az 1990-es években a Nárcisz igen ritka, a Narcissza szórványos név, a 2000-es években nem szerepelnek a 100 leggyakoribb női név között.

## Névnapok
Nárcisz, Narcissza
- március 18.[2]
- október 29.[2]

## Híres Nárciszok, Nárcisszák
- Kerényi Nárcisz meteorológus
- Narcissa Malfoy, egy kitalált szereplő a Harry Potter című regényben, Draco Malfoy édesanyja